# Martin Dobrotka
Martin Dobrotka (ur. 22 stycznia 1985 w Bratysławie) – słowacki piłkarz występujący na pozycji obrońcy w klubie FK Pohronie .

## Kariera klubowa
Dobrotka jest wychowankiem klubu Slovan Bratysława. W 2004 roku wyjechał do Czech, gdzie grał w zespole Dynamo Czeskie Budziejowice, latem 2005 roku trafił do występującego wówczas w II lidze słowackiej MŠK Rimavská Sobota. Do Slovanu Bratysława powrócił przed sezonem 2006/07. Spędził w tym klubie sześć kolejnych lat. Latem 2012 roku po raz drugi wyjechał do Czech, tym razem podpisując umowę z Slavią Praga. Następnie ponownie grał w Slovanie, a także w MFK Skalica, Baníku Sokolov i FC ViOn Zlaté Moravce. W 2018 przeszedł do Stali Mielec.

## Kariera reprezentacyjna
11 lutego 2009 zaliczył jedyny występ w reprezentacji Słowacji w towarzyskim meczu przeciwko Cyprowi (2:3) w Nikozji.

## Sukcesy
Slovan Bratysława
- mistrzostwo Słowacji: 2008/09, 2010/11
- Puchar Słowacji: 2009/10, 2010/11
- Superpuchar Słowacji: 2009